# Norman Granz
Norman Granz (Los Angeles, 6 agosto 1918 – Ginevra, 22 novembre 2001) è stato un produttore discografico e imprenditore statunitense noto per aver fondato alcune etichette discografiche la più nota delle quali rimane la Verve Records.
Nato in una famiglia di immigrati ebrei ucraini, pur non essendo un musicista è stato una delle figure fondamentali della storia della musica jazz a cavallo fra gli anni cinquanta e sessanta.

## Il coraggio del jazz
Da giovane fu un impiegato della Metro-Goldwyn-Mayer, ma ben presto l'attrazione esercitata dal genere musicale preferito, il jazz, lo assorbì completamente. Il 2 luglio 1944 organizzò un concerto memorabile a Los Angeles, al Philharmonic Auditorium, evento chiamato "Jazz at the Philharmonic", poi abbreviato nella sigla "JATP". Il concerto venne registrato e l'incisione fu tra i primi dischi di jazz destinati al grande pubblico ad avere successo; per di più, era la prima jam session a scalare le classifiche. Era anche forse la prima esibizione jazzistica in un auditorium classico, mentre sino ad allora il jazz era relegato a ruoli di sottofondo o di accompagnamento.

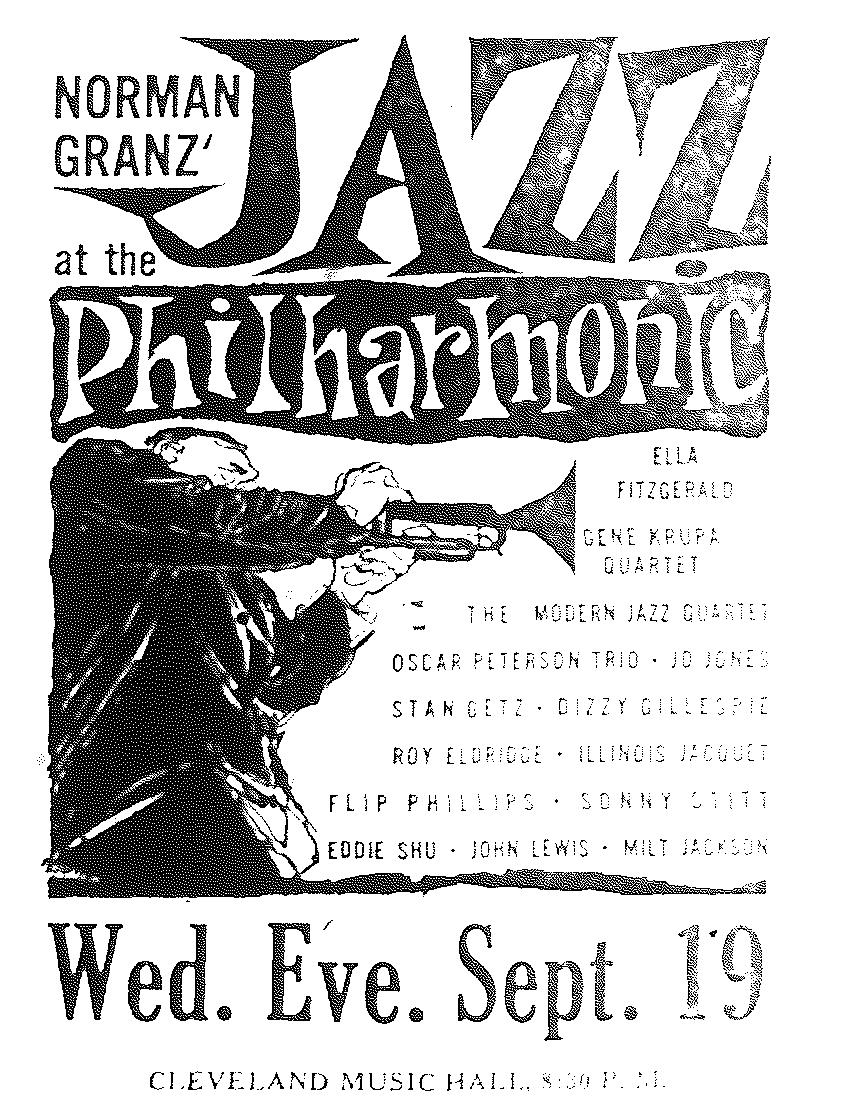
Manifesto di un concerto del 1955 del Jazz at the Philharmic a Cleveland.

Fino alla nascita del JATP, anche il mercato ammetteva soltanto le ultime scintille dello swing, ormai in rapido declino, ed il jazz godeva di una contrastante considerazione: idolatrato da alcuni, che vi vedevano segnali di avanguardia, tacciato di cacofonia da altri, che non lo comprendevano. Ma il concerto al Philharmonic Auditorium fu il grande lancio di Granz nel mondo della produzione.
I musicisti che vi suonarono, Ray Brown, Coleman Hawkins, Charlie Parker, Sonny Criss, Nat King Cole (come pianista), Hank Jones, Shelly Manne, Fats Navarro, Flip Phillips e Tommy Turk, fecero poi insieme, dal 1946 al 1949, un paio di tournée l'anno,  ma il successo del JATP sarebbe continuato anche in seguito, con esibizioni fino al 1957, più uno special event nel 1967.
Come per molte figure di questa importanza, anche su Granz cominciarono a circolare aneddoti e leggende. Si racconta che Granz avrebbe ideato un titolo molto più lungo, ma che questo sarebbe stato accorciato d'arbitrio dal tipografo che ne avrebbe stampato la cartellonistica; secondo un'altra nota diceria, tutto l'investimento del produttore sarebbero stati 200 dollari prestati.

## Questioni di etichetta
Granz firmò un accordo con la Mercury Records per la promozione e la distribuzione dei concerti del JATP e di altri dischi. Questo accordo scadde nel 1953 e Granz fondò così la sua prima etichetta indipendente (Clef Records) con la quale intendeva sviluppare e seguire il progetto di JATP. Creò anche la Norgran Records e la Down Home Records, riservate al jazz tradizionale.
La maggior parte dei nomi che hanno fatto la storia nel jazz del periodo hanno firmato un contratto almeno breve, almeno una volta, con una delle sue etichette, compresi, ma non solo, Cannonball Adderley, Louis Armstrong, Count Basie, Bud Powell, Louie Bellson, Benny Carter, Buck Clayton, Buddy DeFranco, Tal Farlow, Stan Getz, Dizzy Gillespie, Lionel Hampton, Roy Eldridge, Billie Holiday, Illinois Jacquet, Barney Kessel, Gene Krupa, Howard McGhee, Thelonious Monk, Gerry Mulligan, Charlie Parker, Joe Pass, Oscar Peterson, Flip Phillips, Bud Powell, Sonny Stitt, Nina Simone, Ben Webster e Lester Young.
Fu nel 1956 che Ella Fitzgerald, già celeberrima, raggiunse finalmente "la Comunità" di Granz, dopo che il suo contratto di lunga durata con Decca Records era spirato, e Granz, progettando di dedicarle grande e impegnativa attenzione, riunì le sue attività sotto l'etichetta comune di Verve Records.
La serie memorabile di "songbooks" (i più importanti dei quali sono quelli dedicati a George Gershwin ed a Cole Porter), insieme alla serie dei "duetti" (fra i quali Armstrong-Peterson, Fitzgerald-Basie, Fitzgerald-Pass e Getz-Peterson) raccolse una popolarità assai vasta e portò un discreto successo anche economico all'etichetta ed agli artisti. Furono anche fra i primi prodotti ad accendere un certo divismo jazzistico presso il pubblico: "Ella and Louis" (agosto 1956, Capitol Studios, Los Angeles), disco di duetti fra la Fitzgerald ed Armstrong (con Oscar Peterson, Herb Ellis, Ray Brown e Buddy Rich), inciso insieme ad un meno noto "Ella & Louis For Lovers", praticamente dovette a grande richiesta essere seguito l'anno successivo dal doppio LP "Ella and Louis again" (luglio-agosto 1957, Hollywood - stessa formazione ma Louie Bellson al posto di Buddy Rich).
Verve fu venduta nel 1960 alla Metro-Goldwyn-Mayer (che nel 1972 l'avrebbe poi ceduta alla PolyGram) e Granz si ritirò in Svizzerà, dove fondò la sua ultima etichetta (Pablo Records) nel 1973 e dove nel 2001 morì per cancro.

## Melomani e melanina
Norman Granz ebbe una posizione fortemente antirazzista, combatté importanti battaglie per i suoi artisti e per l'integrazione razziale dei musicisti di colore la maggioranza di quelli scritturati da lui lo erano), in tempi ed in luoghi in cui il colore della pelle era una causa di feroce discriminazione.
Nel 1956 a Houston, Texas, tolse personalmente le etichette "bianchi" e "negri", destinate a separare il pubblico, dalle pareti dell'auditorium in cui si sarebbero dovuti esibire, fra gli altri, la Fitzgerald e Gillespie; nell'intervallo, la polizia locale irruppe nei camerini e trovando gli artisti che giocavano a carte, li arrestò per gioco d'azzardo; solo dopo una lunga trattativa Granz ottenne che lo spettacolo potesse riprendere.
Oscar Peterson raccontò che una volta Granz intimò ad un tassista bianco di prendere a bordo del suo taxi i suoi artisti neri come normali passeggeri e non si arrese neanche quando un poliziotto, chiamato dal vetturino, prese a puntargli una pistola carica in pancia. Ebbe alla fine ragione dell'autista di piazza.
Granz fu anche fra i primi datori di lavoro americani a garantire uguale salario ai lavoratori di colore, rispetto ai bianchi, oltre ad uguali trattamenti accessori, come ad esempio i camerini.
Adorato dai suoi artisti, dichiarò di essersi posto tre scopi nella vita: lottare contro il razzismo, dare agli ascoltatori buoni prodotti musicali e guadagnare solo producendo buona musica.